# Parc La Grange

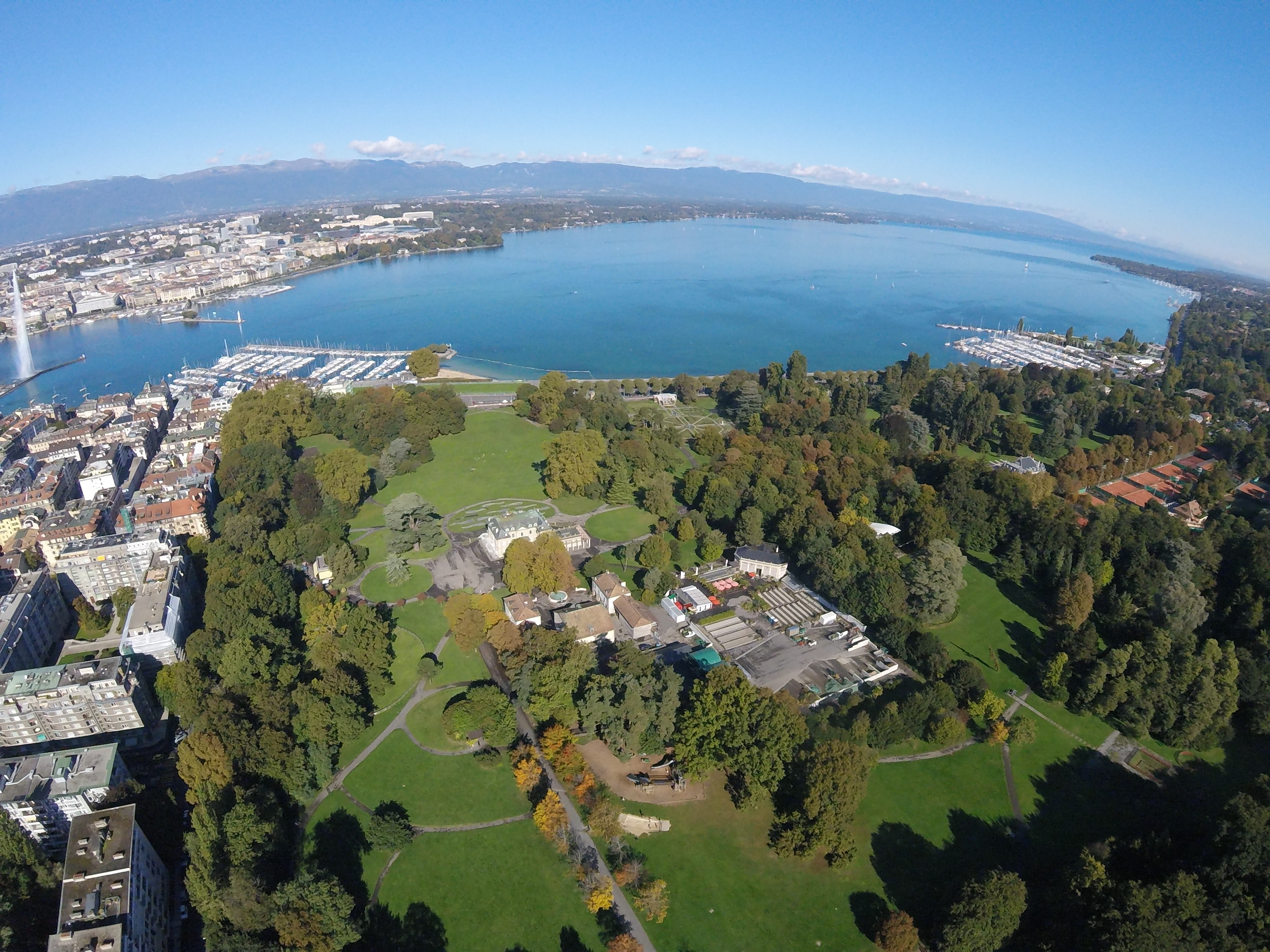
Luftbild des Parc La Grange am Genfersee

Der Parc La Grange ist eine ehemalige private Domäne und seit 1918 ein öffentlicher Park der Stadt Genf in der Schweiz. Er liegt im Quartier Eaux-Vives auf einer Anhöhe südlich des Genfersees. Er hat mit etwa 21 Hektaren eine grössere Fläche als die historische Altstadt (Cité) von Genf, die sich ein Kilometer westlich des Parks befindet. Der Parc La Grange bildet zusammen mit dem unmittelbar nordöstlich anschliessenden Parc des Eaux-Vives die grösste öffentliche Grünfläche in der Stadt Genf. Vom Haupthaus Villa La Grange öffnet sich die Aussicht gegen Norden über den See zum Palais des Nations und auf die Bergkette des Juras.

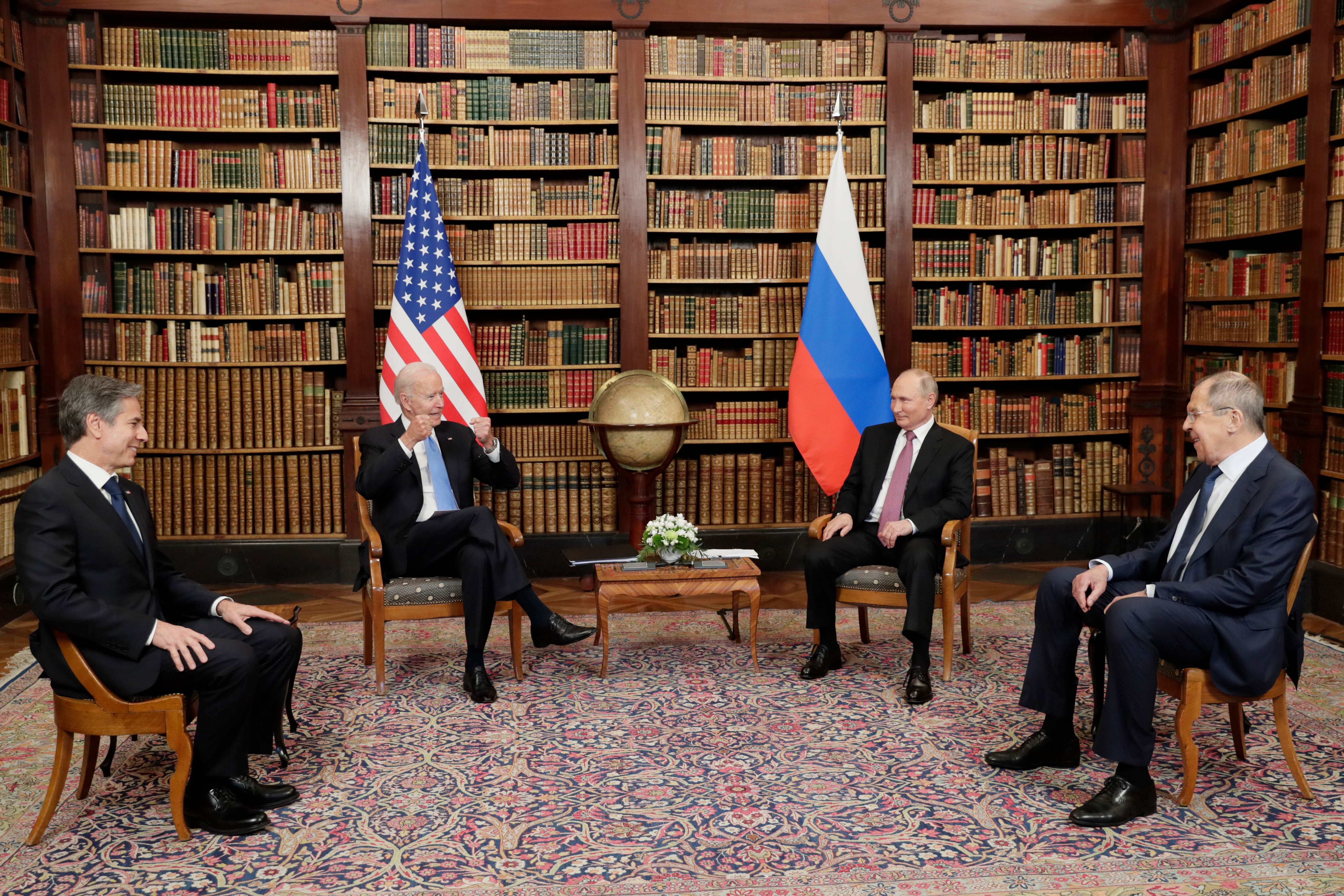
In der Bibliothek der Villa La Grange: die Präsidenten Joe Biden und Wladimir Putin mit ihren Aussenministern

In der Villa La Grange, die seit 1921 als monument historique geschützt ist, empfängt die Stadt Genf hohe Ehrengäste. Am 16. Juni 2021 fand dort, vermittelt durch den schweizerischen Bundesrat, ein Gipfeltreffen des US-amerikanischen Präsidenten Joe Biden mit dem russischen Präsidenten Wladimir Putin statt.
Der Park und das Herrschaftshaus La Grange zählen zu den Kulturgütern von nationaler Bedeutung im Kanton Genf.

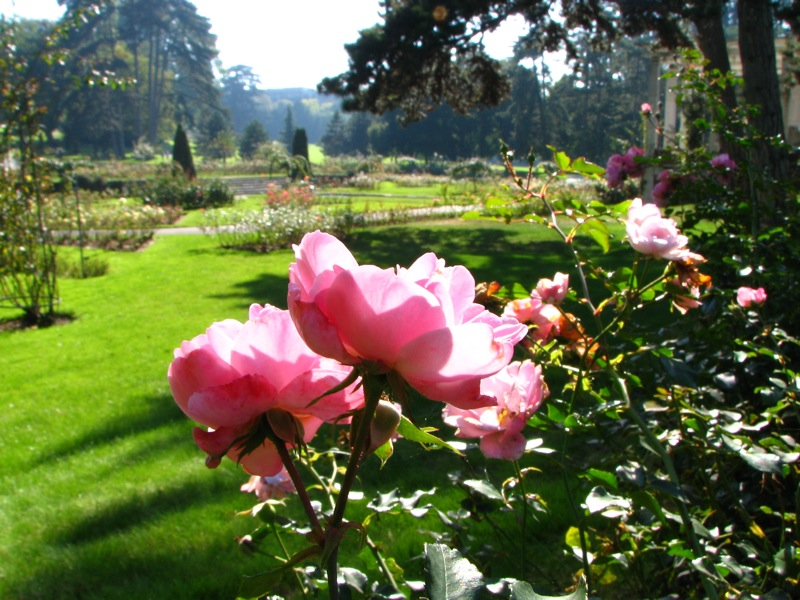
Im Rosengarten des Parc La Grange

## Geschichte
Im Parkgelände sind bei archäologischen Ausgrabungen Siedlungsspuren aus mehreren Epochen von der Jungsteinzeit bis in die gallorömische Zeit zum Vorschein gekommen. Überreste römischer Gebäude sind in der Parkanlage sichtbar konserviert.
Das ausgedehnte Grundstück ausserhalb der Stadtmauern von Genf im Gebiet der ehemaligen Gemeinde Eaux-Vives befand sich im 17. Jahrhundert im Besitz von Jacques Franconi (1622–1702). Im Jahr 1706 kaufte der Bankier Marc Lullin (1671–1747), Angehöriger einer reichen, seit dem Mittelalter bezeugten Genfer Bürgerfamilie, das Anwesen, das damals noch teilweise als landwirtschaftliche Anbaufläche genutzt wurde. Seine Söhne liessen im Areal um 1770 an der Stelle des alten Gehöfts (frz. grange) das repräsentative Landhaus La Grange bauen, das heute im Zentrum der Anlage steht.
Im Jahr 1800 kaufte der Genfer François Favre (1736–1814), der als Kaufmann sein Vermögen in Frankreich und im Orienthandel gemacht hatte, die Domäne von Jean Lullin (1745–1803). Die Familie Favre empfing auf dem schlossähnlichen Anwesen illustre Persönlichkeiten wie etwa Madame de Staël, die Schlossherrin in Coppet, den Philologen August Wilhelm Schlegel, den Historiker Jean-Charles-Léonard Simonde de Sismondi, den Naturwissenschaftler Marc-Auguste Pictet und den Schriftsteller und Politiker Benjamin Constant.

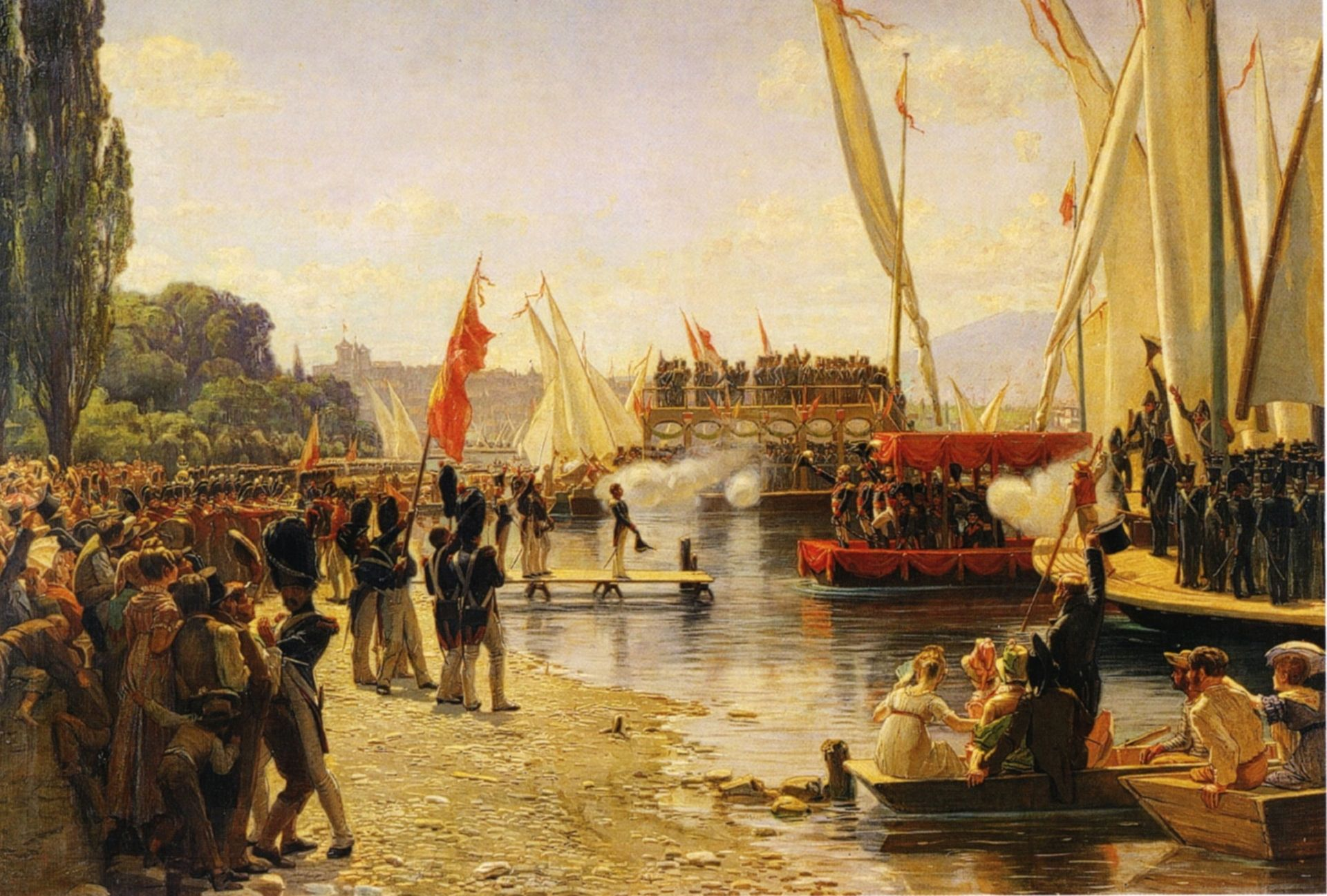
Landung der Schweizer Truppen am Ufer des Genfersees bei der Domäne La Grange am 1. Juni 1814

In den Jahren 1814 und 1815 erlebten die Favre als Besitzer der Grange die politischen Ereignisse mit, die für Genf eine wesentliche Änderung mit sich brachten: Am 1. Juni 1814 landeten im Hafen Port Noir unmittelbar nördlich ihres Grundstücks die von den Schweizer Kantonen Solothurn und Freiburg zum Schutze Genfs entsandten Expeditionstruppen. Und im darauffolgenden Jahr trat der Kanton Genf der Schweizerischen Eidgenossenschaft bei.
1864 fand in der Villa La Grange auf Einladung des Juristen und Gutsbesitzers Edmond Favre (1812–1880) die Schlusssitzung der von Henry Dunant geleiteten Konferenz statt, auf der die erste Genfer Konvention unterzeichnet wurde. Edmond Favre wurde 1867 in das Internationale Komitee des Roten Kreuzes gewählt. Vom 1864er Ereignis in ihrer Jugendzeit geprägt, engagierte sich die Tochter des Hauses Alice Favre (1851–1929) später als Präsidentin der Gesellschaft des Genfer Roten Kreuzes und im Rat des Schweizerischen Roten Kreuzes.
Die Domäne La Grange blieb bis 1918 im Familienbesitz, als sie gemäss einem 1917 abgeschlossenen Schenkungsvertrag aus dem Besitz des Politikers und Mäzens William Favre (1843–1918) mitsamt der Gebäudegruppe und deren Inventar an die Stadt Genf kam.
Nach dem Zweiten Weltkrieg richtete die Stadt Genf im Bereich des Parc La Grange nahe am Genfersee den grössten städtischen Rosengarten ein, die Roseraie du Parc La Grange. Den Plan für diese Zier- und Musterpflanzung, die teilweise in einer Pergola aus dem 19. Jahrhundert liegt, entwarf der Gartenarchitekt Armand Auberson, der auch die «Genfer Blumenuhr» im Jardin anglais gestaltete. Im Genfer Rosengarten organisierte die Société genevoise d’horticulture während Jahrzehnten den Wettbewerb Concours international de roses nouvelles de Genève.
Am 10. Juni 1969 feierte Papst Paul VI., als er auf Einladung des Ökumenischen Rates der Kirchen eine Reise nach Genf unternahm, im Park La Grange vor ungefähr 70'000 Menschen eine Messe.
Der Parc La Grange ist ein bedeutendes Objekt der Gartendenkmalpflege und des Naturschutzes. Im Jahr 2020 gab es im bewaldeten Südostabschnitt des Parks schwere Sturmschäden. Im bisherigen Rotbuchenwald lässt die Stadt Genf im Zuge einer neuen Grünzonenplanung, die das Mikroklima in der Stadt verbessern soll, mehr als tausend neue Bäume verschiedener Sorten, die trockeneren Bedingungen besser angepasst sind, setzen.

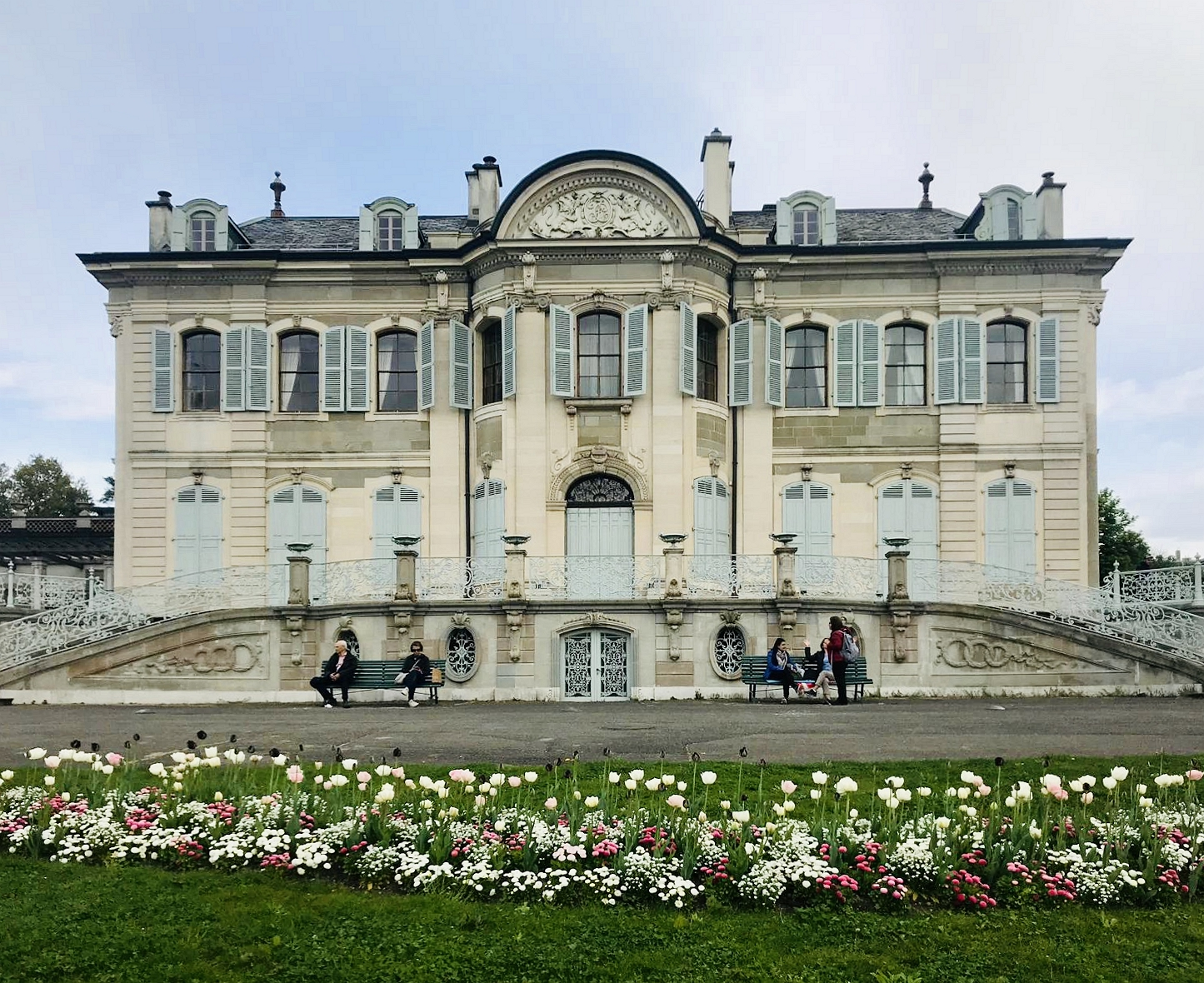
Das Landhaus La Grange

## Villa La Grange
Das in der zweiten Hälfte des 18. Jahrhunderts errichtete zweistöckige Hauptgebäude wird wegen grosser stilistischer Ähnlichkeit mit dem Château de Crans bei Nyon dem Architekten Jean-Louis Bovet zugeschrieben. Es besteht aus einem Mittelbau und zwei kurzen seitlichen Flügeln sowie einem späteren Anbau auf der Ostseite mit einer Pergola. Am Dreiecksgiebel der Hoffassade ist das Familienwappen Lullin angebracht, am runden Giebel über dem Mittelrisaliten auf der Seeseite das von Löwen gehaltene Wappen der Favre. Im Erdgeschoss befinden sich ein Speisesaal, mehrere Salons sowie die Bibliotheksräume und im Obergeschoss die Zimmer des ehemaligen Wohnbereichs. Die Küche und ein Aufenthaltsraum für die Angestellten waren im Untergeschoss eingerichtet, das auf der Nordseite unter der breiten Freitreppe ovale Fensteröffnungen und eine Diensttüre aufweist; der Dachraum enthielt ursprünglich Zimmer für die Bediensteten. An den Treppen, Terrassen und Kelleröffnungen der Nordwestseite sind kunstvoll gearbeitete schmiedeeiserne Geländer angebracht.

### Bibliothek Guillaume Favre
Im Herrschaftshaus befindet sich in drei Bibliotheksräumen die sehr umfangreiche, zur Hauptsache vom Genfer Gelehrten und Politiker Guillaume Favre (1770–1851) im frühen 19. Jahrhundert zusammengetragene Privatbibliothek mit Werken seit dem 15. Jahrhundert und einigen Frühdrucken. Favre erforschte als erster die Geschichte der Inkunabeln in Genfer Besitz. Für die rasch wachsende Bibliothek liess er im Jahr 1822 einen einstöckigen Annexbau an die Villa La Grange anfügen, dessen Räume mit verzierten Bücherwänden, Malereien und Kunstobjekten ausgestattet sind.
Die über 12'000 Bücher blieben nach dem Übergang der Liegenschaft in städtischen Besitz im Jahr 1918 weiterhin an ihrem Standort. Die historische Hausbibliothek von Guillaume Favre gehört heute zu den bedeutendsten buchgeschichtlichen Beständen der Bibliothek von Genf.
Mit andern Gegenständen aus dem Besitz der Familie Favre besitzt das Musée d’art et d’histoire in Genf auch ein von der Genfer Künstlerin Amélie Munier-Romilly (1788–1875) um 1830 gemaltes Bild, das den Gelehrten Guillaume Favre in seiner Bibliothek zeigt.

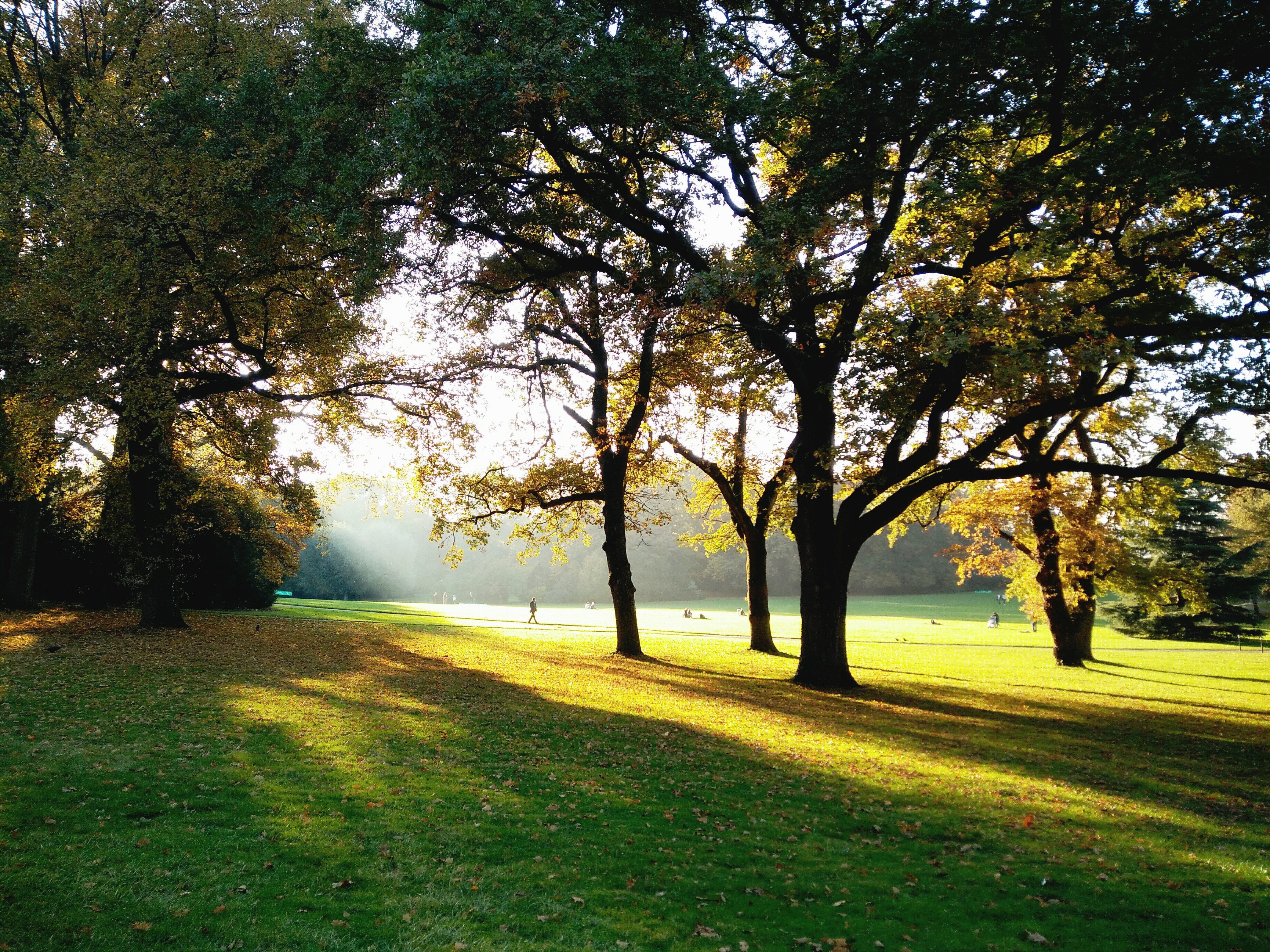

## Parkanlage
Das weitläufige Areal des Parks mit einer Fläche von 213'097 Quadratmetern (gut 21 Hektar) liegt südlich des Lac de Genève, wie die Genfer Bucht des Genfersees (Léman) auch genannt wird. Er erstreckt sich von der Seeuferstrasse, dem Quai Gustave-Ador (früher Quai des Eaux-Vives) mit der darin einmündenden Quartierstrasse Rue des Eaux-Vives, etwa 600 Meter gegen Südosten bis an die Route de Frontenex. Die Villa La Grange befindet sich ungefähr in der Mitte des Areals, dessen nordwestlicher Bereich sich zum See hin senkt und eine weite Rasenfläche und den Rosengarten umfasst. Im Osten grenzt das Parkareal an das Gebiet von Genfs Nachbargemeinde Cologny.
Auf der südwestlichen Seite verläuft die schnurgerade Quartierstrass, die zum Gedächtnis des Donators des Parks an die Stadt früher Avenue William-Favre hiess, neben der Parkgrenze. Im Jahr 2021 benannte die Stadt die Strasse im Rahmen der Initiative «100Elles*» in Avenue Alice et William-Favre um, um damit auch William Favres Schwester Alice (1851–1929), Präsidentin des Genfer Roten Kreuzes, zu ehren.

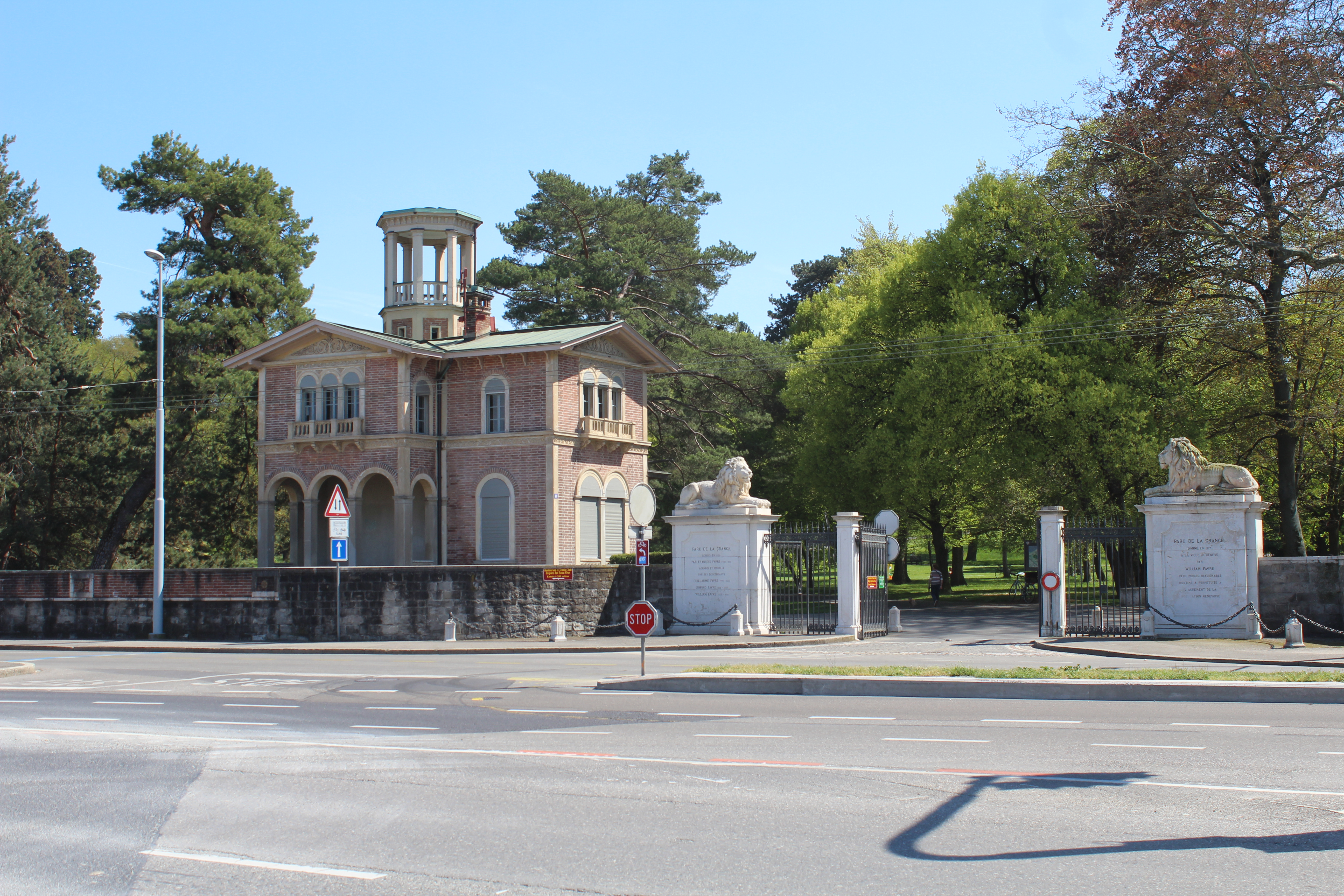
Nördliches Eingangstor des Parks

Aus den Genfer Katasterplänen des 18. und 19. Jahrhunderts und den genauen Plänen des Parks geht hervor, dass die Parkanlage des 18. Jahrhunderts offenbar nach der französischen Tradition der Gartenarchitektur einen rechtwinklig angeordneten Plan aufwies. Dieser wurde im 19. Jahrhundert unter Edmond Favre und William Favre von einem englischen Landschaftsgarten mit einem frei gestalteten Netz geschwungener Wege abgelöst. In Genf war die englische Gartenbaukunst um 1854 im Jardin anglais im Stadtzentrum erstmals zum Zuge gekommen. Die lange, gerade Allee der Hauptzufahrt von Südosten blieb vom alten Parkkonzept von La Grange erhalten.
Im südöstlichen Parkbereich mit grossen Baumgruppen und Wäldchen liegen Dienst- und Wirtschaftsgebäude, eine Gärtnerei des Service des espaces verts der Stadt Genf, ein grosser Laufbrunnen und einige Einrichtungen für das Publikum. In der Nähe der Villa befinden sich zwei Spielorte für Sommertheater, das im 1856 gebauten Wintergewächshaus eingerichtete Théâtre de l’Orangerie und die 1996 errichtete Spielbühne Scène Ella Fitzgerald. In der Orangerie begann der Genfer Schauspieler und Theaterregisseur Richard Vachoux (1932–2012) im Jahr 1982 mit Theateraufführungen. Das 1829 errichtete Gartenrestaurant Crémerie du parc La Grange wird heute von der Genfer Sektion der Ligue suisse des Femmes abstinentes geführt. Im äusseren Bereich des Parks liegen ein künstlich angelegter See mit einem Wasserfall, ein Alpengarten sowie ein Spielplatz und eine kleine Badeanlage für Kinder (Pataugeoire du parc La Grange).
Von der Route de Frontenex führt eine lange, gerade Allee zum Herrschaftshaus und vom Quai Gustave-Ador eine geschwungene Auffahrt mit einem Eingangstor, zu dessen Seiten auf hohen Sockeln zwei mächtige Löwenskulpturen thornen, die als Hauptwerk des Bildhauers Frédéric Guillaume Dufaux (1820–1872) gelten. Neben beiden Zufahrten im Norden und im Süden stehen Pförtnerhäuser.

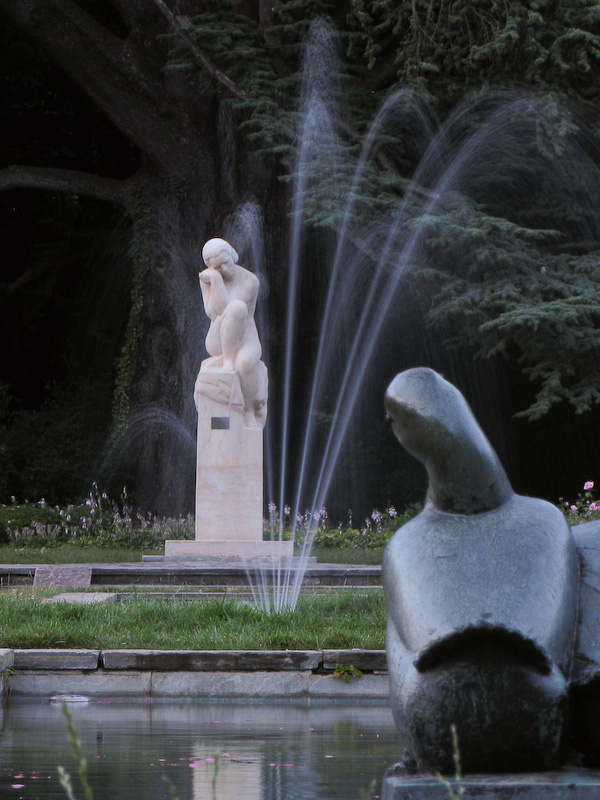

## Kunst im öffentlichen Raum
In der weiten Anlage sind mehrere Skulpturen und andere Kunstwerke aufgestellt, darunter Werke von Henri König, Charles-Albert Angst und Marguerite Duchosal. Die Domäne La Grange wird gerne als Standort für Objekte der Kunst im öffentlichen Raum genutzt, wie bei der Genfer Biennale für zeitgenössische Kunst sculpturegarden im Jahr 2020. Zu diesem Anlass stellte das Genfer Musée d’art moderne et contemporain vorübergehend aus seiner Sammlung die grosse Plastik Cimaises von Olivier Mosset im Parc La Grange auf. Im Jahr 2019 konstruierte die Künstlerin Karelle Ménine im Park die gigantische Statue La gardienne, die mit Literaturzitaten an bedeutenden Frauen der Genfer Kulturgeschichte erinnern sollte. Ebenfalls im Jahr 2019 realisierte der französische Land-Art-Künstler Saype (Guillaume Legros) so wie zuvor schon auf dem Champ de Mars in Paris das auf die grosse Rasenfläche nördlich der Villa La Grange gemalte riesige Bild Beyond Walls Genève - Step 3 zweier sich haltender Hände.